# Vorratsbeschaffung
Der Begriff Vorratsbeschaffung bezeichnet innerhalb der Beschaffungslogistik ein Beschaffungskonzept, bei dem eine explizite Bestandsbildung stattfindet, um eine Entkopplung von Beschaffungsmarkt und Produktion zu erzielen. Die Vorratsbeschaffung steht der Einzelfallbeschaffung und der produktionssynchronen Beschaffung (Just-in-time-Produktion) gegenüber.
Der durch die Vorratsbeschaffung entstehende Materialpuffer Lager ermöglicht eine Entkoppelung der Fertigung vom Beschaffungsmarkt und garantiert dem Unternehmen gleichzeitig eine gewisse Unabhängigkeit dem Lieferanten und dem Marktgeschehen gegenüber. Dies kann besonders bei knappen Gütern von Vorteil sein. Zudem können durch diese Beschaffungsart sogenannte Ausgleichs-, Spekulations- und Sicherheitsbestände gehalten werden.

## Anwendungsbedingungen
Bezüglich des Mengen-Wertverhältnisses eignen sich für die Vorratspolitik, vor allem jene Materialien mit einem hohen Mengen- und geringem Wertanteil. Siehe auch ABC-Analyse. Die divergierende Bedarfs- und Lieferstruktur, die Lagerfähigkeit des Materials, sowie auch ausreichende Lagerkapazitäten zählen unter anderem zu den wichtigsten Bedingungen für die Wahl der Vorratsbeschaffung. Die Vorratsbeschaffung findet am häufigsten bei industriellen Unternehmen Anwendung und wird in der Regel bei weniger wertintensiven Gütern und der Massen- und Serienfertigung angewandt.
Seitens des Unternehmens gibt es diesbezüglich einige Entscheidungsalternativen die bei der Vorratsbeschaffung zu berücksichtigen sind:
- Sortiment:

Hinsichtlich des Sortiments ist die Vorratsbeschaffung bei einer großen Sortimentsbreite und -tiefe von Vorteil.
- Eigenfertigung oder Fremdbezug:

Es liegt eher die Präferenz zur Eigenfertigung vor, um somit auch eine bestimmte Unabhängigkeit gegenüber den Lieferanten zu erlangen.
- Lagerstandort:

Die Tendenz zur zentralen Lagerhaltung ermöglicht eine leichtere Bestandsüberwachung. Zudem wird die sogenannte Blocklagerung als kostengünstigere Variante am meisten verwendet.
- Bestellung:

da die Bedarfsmengen und Bestellzeitpunkte nicht unmittelbar an die Fertigung gebunden und  somit auch nicht direkt vorauskalkulierbar sind, sieht die Vorratsbeschaffung variable Bestellmengen und/oder variable Bestellperioden vor.
Die Bestellung bei dieser Beschaffungspolitik wird einerseits bei Erreichen des vom Unternehmen festgelegten Meldebestandes im Lager, andererseits aber auch schon vor der Produktion oder vor dem Vorliegen eines Kundenauftrages ausgelöst. Dabei sind die Bestellmengen innerhalb der Vorratsbeschaffung generell höher als der aktuelle Bedarf für die Fertigung.
Die dabei festzulegende Bestellmenge kann aber aufgrund des unterschiedlichen Bedarfes variieren.

## Vorteile
- wenn hohe Fehlmengenkosten entstehende Lagerkosten rechtfertigen
- wenn Bedarfsmenge und Bedarfszeitpunkt nicht genau geplant werden können
- wenn durch die Reduzierung der Bestellhäufigkeit mehr Kosten (Bestellabwicklungskosten, Transportabwicklungskosten, Transportkosten) eingespart werden können, als durch die Kapitalbindung und Lagerung entstehen
- wenn mit bestimmten Risiken wie zum Beispiel Lieferengpässen und Produktionsstörungen zu rechnen ist
- wenn der Lieferant aufgrund der hohen Abnahmenmengen oder der Bestellhäufigkeit Mengenrabatte oder sonstige Ermäßigungen gewährt
- wenn anhand von Preisschwankungen am Beschaffungsmarkt Lagerbestände aufgrund von Spekulationskäufen zustande kommen

## Nachteile
- hohe Kapitalbindung
- hohe Zins- und Lagerhaltungskosten (Personal, Raum, Instandhaltung etc.)
- Gefahr der Veraltung und unter Umständen der Qualitätsminderung der Lagerbestände

Deshalb sollte eine allzu ausgeprägte Vorratshaltung nur bei einer gesicherten Unternehmensliquidität durchgeführt werden.